# Pin bancsian
Pinul bancsian (Pinus banksiana Lamb.), este un arbore conifer, întâlnit în zonele montane și boreale ale Americii de Nord.

## Descriere
Pinul bancsian este un conifer relativ mic, atingând 10–15 m înălțime. Frunzele sunt aciforme, relativ mici, pana la 5 cm.